# Anopheles maculatus
Anopheles maculatus este o specie de țânțari din genul Anopheles, descrisă de Theobald în anul 1901. Conform Catalogue of Life specia Anopheles maculatus nu are subspecii cunoscute.